# Eduard Pape (Richter)
Karl Eduard Pape (* 17. Mai 1836 in Köln; † 18. Dezember 1896 in Leipzig) war ein deutscher Reichsgerichtsrat.

## Leben
Eduard Pape wurde 1859 auf den preußischen Landesherrn vereidigt. 1864 wurde er Gerichtsassessor und 1869 Friedensrichter. 1872 kam er als Kreisrichter nach Königshütte/Beuthen. 1874 ernannte man ihn zum Landrichter in Düsseldorf. 1876 wurde er zum Landgerichtsrat befördert. 1882 wurde er Oberlandesgerichtsrat in Köln. 1893 kam er an das Reichsgericht. Er war im II. Zivilsenat tätig. Er starb im Amt.